# 湯瑪斯·伯格森
湯瑪斯·雅各·伯格森（挪威語：Thomas Jacob Bergersen，1980年7月4日—），出生於挪威特隆赫姆，是挪威作曲家以及作曲公司兩步逃離地獄的聯合創始人。伯格森的作品出現在許多電影宣傳片中，例如阿凡達、加勒比海盜、暮光之城、納尼亞、哈利波特、達文西密碼、木乃伊、黑暗騎士、創：光速戰記等等。伯格森已經寫了超過一千首原聲帶和電影預告片。 

## 職業
2010年，伯格森為電影人類體驗創作了原聲帶。原聲帶CD於2011年3月29日發行。
2010年5月，伯格森和合夥人尼克·菲尼克斯發佈了兩步逃離地獄的首張公開音樂專輯。此後，他又發行了幾張商業專輯，包括Archangel和SkyWorld。伯格森還在2013年在華特·迪士尼音樂廳舉行的現場音樂會上演出。
2011年，伯格森發行了獨奏原聲帶Illusions。他的第二張個人公開專輯Sun於2014年9月發行。自2011年以來，他發行了多首單曲，為日本311地震和颱風海燕募款。
2020年3月，他發行了旨在探索人類情感的專輯Humanity。

## 個人生活
根據他的專輯Sun，他從洛杉磯搬到邁阿密，2010-2014年間搬到西雅圖。
伯格森聲稱受到許多流派的影響，如莫札特、凱蒂·佩芮等等。然而，他表示古斯塔夫·馬勒是他的主要影響者之一。他不喜歡音樂流派的概念，他認為這是為了分類而將音樂限制在某些結構上。出於這個原因，他不遵循流派和行業慣例，而是遵循自己的直覺。 
他從他的個人情感中汲取靈感，例如快樂、悲傷或浪漫關係中的事件或是他周圍環境中的事物。

## 音樂

### 個人
- Illusions（英语：Illusions (Thomas Bergersen album)） (2011)
- Sun（英语：Sun (Thomas Bergersen album)） (2014)
- American Dream（英语：Thomas_Bergersen_discography#American_Dream） (2018)
- Seven（英语：Thomas_Bergersen_discography#Seven） (2019)
- Humanity - Chapter I（英语：Thomas_Bergersen_discography#Humanity_-_Chapter_I） (2020)
- Humanity - Chapter II（英语：Thomas_Bergersen_discography#Humanity_-_Chapter_II） (2020)
- Humanity - Chapter III（英语：Thomas_Bergersen_discography#Humanity_-_Chapter_III） (2021)
- Humanity - Chapter IV（英语：Thomas_Bergersen_discography#Humanity_-_Chapter_IV） (2021)
- Humanity - Chapter V（英语：Thomas_Bergersen_discography#Humanity_-_Chapter_V） (2023)

### 兩步逃離地獄
- Legend（英语：Legend (Two_Steps_from_Hell_album)） (2008)
- Invincible（英语：Invincible_(Two_Steps_from_Hell_album)） (2010)
- Archangel (2011)
- Halloween（英语：Halloween_(Two_Steps_from_Hell_album)） (2012)
- SkyWorld（英语：SkyWorld） (2012)
- Classics Volume One（英语：Classics_Volume_One_(Two_Steps_from_Hell_album)） (2013)
- Miracles（英语：Miracles_(Two_Steps_from_Hell_album)） (2014)
- Colin Frake on Fire Mountain（英语：Thomas_Bergersen_discography#Colin_Frake_on_Fire_Mountain） (2014)
- Battlecry (2015)
- Classics Volume Two（英语：Classics_Volume_Two_(Two_Steps_from_Hell_album)） (2015)
- Vanquish（英语：Vanquish_(Two_Steps_from_Hell_album)） (2016)
- Unleashed（英语：Unleashed_(Two_Steps_from_Hell_album)） (2017)
- Dragon（英语：Dragon_(Two_Steps_from_Hell_album)） (2019)
- Power of Darkness(2020)
- Myth（英语：Myth_(Two_Steps_from_Hell_album)） (2022)

## 音樂會
| 日期          |                                                                                              |
| ------------- | -------------------------------------------------------------------------------------------- |
| 2013年6月14日 | Petr Pololáník指揮，於美國洛杉磯華特·迪士尼音樂廳。                                          |
| 2014年6月28日 | Ciprian Costin在羅馬尼亞雅西文化宮製作和指揮（使用漢斯·季默的音樂）。                        |
| 2016年4月27日 | Ciprian Costin在羅馬尼亞宮殿音樂廳內指揮（使用漢斯·季默的音樂）。                            |
| 2018年4月20日 | 由Petr Pololáník指揮，在布拉格Forum Karlín由布拉格電影音樂樂團演奏，伯格森演奏小提琴和鋼琴。 |

## 外部連結
- Thomas Bergersen在互联网电影资料库（IMDb）上的資料（英文）